# Storia dell'editoria italiana
L'editoria italiana, dopo le prime esperienze dei librai, tipografi ed editori dell'età moderna, ha visto la sua prima fase di sviluppo nei primi decenni dell'Ottocento; periodo nel quale si sono delineate alcune caratteristiche presenti ancora oggi. 

## Il primato veneziano
Il principale centro editoriale italiano dall'invenzione della stampa a caratteri mobili fu Venezia. L'inizio dell'editoria veneziana è fatto risalire al 18 settembre 1469, quando il governo della Serenissima concesse al tedesco Giovanni da Spira un privilegio di stampa della durata di cinque anni. In breve tempo, in considerazione dell'elevata domanda, l'autorizzazione fu estesa anche a tipografi non tedeschi. Il primo non tedesco ad avviare una stamperia a Venezia fu il francese Nicolas Jenson nel 1470. Ciascun tipografo adottò un particolare contrassegno detto "marca", per identificare ciascuna copia stampata. 
A Venezia giunsero stampatori anche da varie regioni italiane. Nel 1490 si stabilì nella città lagunare (proveniente da Carpi) Aldo Manuzio, il quale ideò i canoni del libro moderno. Da Firenze si trasferì in laguna Lucantonio Giunti per impiantare la propria impresa. Oltre ad essi, sono ben noti altri editori veneziani del Cinquecento, quali Nicolò d'Aristotele detto Zoppino, Giorgio Rusconi († 1522), Francesco Marcolini da Forlì († 1559), Gabriele Giolito de' Ferrari (1508-1578) e Francesco Sansovino (1521-1586). Sin dagli inizi del XVI secolo Venezia divenne la città europea più importante per il settore dell'editoria. Il suo primato in Italia e nel mondo era assoluto: nel decennio 1541-1550 furono stampati nella città lagunare quasi il 62% dei titoli italiani e il 50% di tutti i libri stampati in Europa. Ciò fu possibile grazie ad alcuni fattori come il vasto contesto di libertà civili, l'estesissima rete commerciale della Serenissima, l'impiego della carta prodotta dalle cartiere poste lungo il Piave, il Brenta e presso il lago di Garda, il relativamente alto tasso di alfabetizzazione della popolazione maschile e la grande disponibilità di capitali a disposizione dei nobili veneziani.
Tra le altre città italiane spicca Roma, dove il primo editore fu Giovanni Filippo de Lignamine, attivo già negli anni 1470.
All'inizio del XVII secolo l'attività tipografica di Venezia iniziò a soffrire la concorrenza delle altre città italiane. Venne colpita da una pesante crisi economica e in pochi decenni i torchi si ridussero a una quarantina.

## Il Settecento
Nella seconda metà del XVIII secolo il panorama del libro in Italia godette di buona salute, con la riorganizzazione di varie biblioteche, il rinnovamento di accademie e la nascita dei primi gabinetti e caffè dedicati alla lettura. I libri di qualità, soprattutto antichi, abbondavano, anche se il pubblico dei lettori era ridotto a un'élite.
Dei molti editori e tipografi attivi a Venezia nel Settecento, si distinsero Giambattista Albrizzi (1698-1777), Giambattista Pasquali (1702-1784) e Antonio Zatta (1722-1804) che produssero e pubblicarono opere lussuosamente illustrate.
Nel versante non erudito, la pubblicazione, da parte di tipografi artigiani, si limitava prevalentemente ad almanacchi e lunari ad uso popolare, nonché a numerosi libri di preghiera ed altre pubblicazioni su commissione degli enti ecclesiastici o dei governi.

## L'Ottocento
Per l'Italia, come per altri paesi europei ma con forti ritardi rispetto a Francia, Gran Bretagna e Germania, il XIX secolo fu un periodo di grande modernizzazione dell'editoria.

### Gli anni 1800-1820
In Italia i primi grandi cambiamenti nel panorama librario e della stampa avvennero nel periodo napoleonico, con l'occupazione da parte dei francesi di tutta la penisola, ad esclusione della Sicilia (1805-1814 circa). In questa fase il nuovo regime sancì la libertà di stampa, con l'abolizione della censura preventiva, sia governativa che ecclesiastica, e l'affidamento della censura repressiva agli organi di polizia. Furono abbattute le barriere doganali all'interno della penisola, dando così la possibilità ai librai-tipografi di commerciare più ampiamente i loro libri. Infine, fu sancita per legge l'obbligatorietà  dell'istruzione elementare, ponendo le basi per un futuro allargamento del pubblico dei lettori (all'epoca ridottissimo) e per la nascita di un mercato dei testi scolastici.
Va comunque ricordato che con decreto, dato a Monza il 27 novembre 1811, a firma di Eugenio Napoleone, furono elencati e classificati tutti i giornali che potevano trattare di politica; il lavoro di schedatura fu sottoposto all'attenzione del ministro dell'Interno.
Il regime napoleonico cambiò anche i rapporti interni al mercato librario tentando di accentrare la produzione in città come Torino, Milano, Firenze e Napoli, a discapito di Genova, Bologna e Venezia (fino all'epoca centro editoriale fondamentale). A Roma la breve parentesi napoleonica non solo non riuscì ad introdurre tali elementi di modernizzazione, ma provocò gravi depauperamenti alle tipografie che lavoravano con la Santa Sede.
La restaurazione del 1815 riportò la penisola in una fase di chiusura, con il ripristino delle barriere doganali e l'irrigidimento della censura. Tuttavia, almeno in determinate aree (Torino, Milano e Firenze), non fu reintrodotta la censura preventiva, e comunque l'altra conquista, l'istruzione, se pur con difficoltà non fu messa in discussione.
In questa fase si distinsero alcuni tra gli editori che per lungimiranza e senso del mestiere si porranno all'avanguardia della futura editoria italiana.
A Torino si distingue Giuseppe Pomba, che con l'omonima casa editrice dà il via ad una collana di classici latini e greci, la «Collectio Latinorum Scriptorum cum notis», che esce dal 1818 al 1835 in 108 volumi; tale collana impose ammodernamenti tecnologici che consentirono di rispettare le scadenze e l'aumento della tiratura, portando la casa editrice di Pomba tra le più moderne e tecnologiche dell'Italia pre-unitaria.
Ancora più forti furono le spinte all'ammodernamento imposte dall'altra collana della casa editrice, la «Biblioteca popolare» (dal 1828 al 1832), che si poneva l'obiettivo, tramite una veste editoriale scarna ed economica, di allargare il mercato.
Negli anni '30 aprì a Firenze la sua attività Felice Le Monnier: la casa editrice Le Monnier conobbe un progressivo sviluppo che la fece diventare una delle principali del Paese, insieme a quella di Giuseppe Pomba. Le Monnier rientra in quel primo gruppo di editori accomunati dallo spirito imprenditoriale e dal forte senso del ruolo dell'editore.

### Dagli anni venti all'Unità d'Italia
Gli elementi che all'epoca erano visti come il maggiore ostacolo alla diffusione del libro erano:
- dazi doganali molto elevati, che chiudevano i mercati, riducendoli e frammentandoli eccessivamente;
- legislazione sul diritto d'autore recente ed insufficiente, che garantiva protezione solo all'interno del singolo Stato, favorendo la copia non autorizzata;
- censura soprattutto verso le importazioni, nel tentativo, soprattutto a Firenze, a Roma e Napoli, di impedire l'afflusso di nuove idee (liberali e non solo) dall'esterno;
- bassissima scolarizzazione, la frequenza nelle scuole era molto bassa, l'analfabetismo era elevatissimo; inoltre quanti frequentavano i tre anni di scuola dell'obbligo non avevano le minime competenze necessarie ad affrontare la lettura di un libro, restando completamente fuori mercato.

Questa situazione, esasperata soprattutto nel Regno delle Due Sicilie con il protezionismo, finiva col favorire i piccoli stampatori-librai, artigiani con solo pochi torchi manuali e privi delle possibilità di lanciare vere e proprie iniziative editoriali. Questi erano infatti avvantaggiati tanto dalla chiusura del mercato, dato che evitava una concorrenza esterna per accaparrarsi le commesse statali o della Chiesa, quanto dalla mancanza di una legislazione omogenea sul diritto d'autore, che consentiva ai piccoli stampatori di copiare le iniziative editoriali più importanti. Ciò creò una contrapposizione tra gli stampatori-editori artigianali, interessati a conservare la loro nicchia di mercato, ed i grandi editori, che facendo fronte comune con gli intellettuali promossero un'idea per la caduta di qualsiasi vincolo legislativo e per la completa apertura del mercato.
In quegli anni si delineò una delle caratteristiche distintive del panorama editoriale italiano: la frammentazione. Accanto a (poche) case editrici maggiori, che cominciavano a tentare vere iniziative imprenditoriali, vi era un'elevata quantità di piccole stamperie, librai-editori e tipografie, attive a livello locale per produzioni minori. Con Venezia in rapido declino, in questi anni emerse Milano (con una parentesi negli anni venti e trenta), caratterizzata però da una serie di iniziative editoriali piccole e dall'elevato tasso di mortalità. In questa città si distingue Antonio Fortunato Stella, vecchio editore trasferitosi da Venezia, che porta avanti una linea editoriale assai prudente.
Verso gli anni quaranta si assiste ad un progressivo sviluppo tecnologico dei principali esponenti dell'editoria, che iniziano a delineare meglio la figura dell'editore. Inoltre è di quegli anni l'accordo sul diritto d'autore tra i Savoia e l'Austria. Si tratta della «Convenzione austro-sarda a favore delle proprietà e contro le contraffazioni delle opere scientifiche letterarie e artistiche». Stipulata il 22 maggio 1840, fu sottoscritta dal Re di Sardegna e dall'Imperatore d'Austria; successivamente fu recepita anche dallo Stato Pontificio, dal Granducato di Toscana e dai Ducati di Parma e Piacenza. La Convenzione stabiliva che «le opere o produzioni dell'ingegno o dell'arte, pubblicate negli Stati rispettivi, costituiscono una proprietà che appartiene a quelli che ne sono gli Autori, per goderne o disporne durante tutta la loro vita; eglino soli - o i loro aventi causa - hanno diritto di autorizzarne la pubblicazione» (art. 1). Il trattato non prevedeva delle pene per i trasgressori, lasciando a ciascun stato la facoltà di stabilirle (art. 16); inoltre non era retroattiva (art. 14). Gli stati aderenti comprendevano praticamente tutta l'Italia centro-settentrionale. Il Regno delle Due Sicilie, invece, non volle mai aderire: l'assenza del più grande stato italiano pesò non poco sull'efficacia del provvedimento. 
La produzione
Intorno agli anni trenta sono piuttosto diffuse le pubblicazioni di livello popolare, prevalentemente almanacchi e lunari, che escono in gran numero, con tirature fino a dieci-quindicimila copie. Sono piuttosto diffuse anche le strenne.
Un libro poteva uscire con tirature fino a mille copie, ma alcuni esemplari di successo raggiunsero le 5-6 000. In questo periodo la stampa periodica raggiungeva all'epoca una tiratura modesta, 300-600 copie per numero, fino alle mille copie di una rivista di successo.
Il biennio rivoluzionario del 1848-49 vide un preponderante aumento della produzione di periodici informativi, anche a scapito del libro, e la successiva restaurazione portò con sé una chiusura ferrea, con una censura anche più rigida di quella del XVIII secolo.
Il caso Manzoni-Le Monnier
Nel 1845 scoppiò la vertenza giudiziaria più celebre dell'editoria italiana nel XIX secolo: quella tra Alessandro Manzoni e la casa editrice Le Monnier. In quell'anno, infatti, l'editore fiorentino ristampò senza il consenso dell'autore l'edizione del 1827 dei Promessi sposi, detta «La ventisettana», fingendo d'ignorare che cinque anni prima Manzoni aveva dato alle stampe la versione definitiva della sua opus magnum a Milano. Si andò a processo. Si fronteggiarono i paladini della libertà di stampa contro i difensori della proprietà letteraria. La vertenza, che si trascinò per ben 15 anni si concluse con la vittoria del Manzoni.

### L'Unità d'Italia
Con l'Unità d'Italia, da molti editori vista come l'unica possibile soluzione ai problemi dell'editoria italiana, il settore editoriale registrò una vera e propria esplosione. Vennero infatti meno alcuni dei problemi che avevano rallentato la crescita: caddero le barriere doganali, con gli alti dazi; gli editori si ritrovarono così ad operare in un unico, vasto mercato nazionale. Inoltre, i forti programmi di scolarizzazione avviati dal governo, se non risolvono il problema dell'analfabetismo e della scarsità dei lettori, crearono forti esigenze di un'adeguata produzione scolastica (libri di testo, sussidiari, grammatiche, ma anche ausili didattici come carte geografiche etc.).
L'editoria, negli anni di maggiore crescita tra il 1861 ed il 1873, aumentò in maniera vertiginosa:
- i titoli stampati nel 1836 furono 3.300, nel 1863 erano 4.200 e nel 1873 erano già saliti a 15.900;
- i periodici pubblicati ebbero una crescita anche maggiore, dato che nel 1836 erano 185, nel 1864 già 450, 765 nel 1871 e ben 1.127 nel 1873; è bene tuttavia considerare che molte iniziative nel campo dei periodici avevano vita effimera. Nato nel 1861, il «Roma» è il più antico quotidiano italiano post-unitario, ancora oggi in edicola.

L'espansione riguardò pure l'industria editoriale in tutto il suo complesso, con un forte aumento delle cartiere e delle tipografie, della produzione d'inchiostro, di macchine per la stampa e di tipi.
Nel 1865 entrò in vigore la prima legge organica sul diritto d'autore dell'Italia unita.
La legge n. 2337 del 25 giugno 1865 («Sui diritti spettanti agli autori delle opere dell'ingegno», pubblicata sulla G.U. del 5 luglio 1865, n. 162) stabiliva che l'autore, o i suoi eredi, detenesse sull'opera «un diritto esclusivo» per quarant'anni ovvero per tutta la vita dell'autore (art. 1). Trascorso questo periodo, l'opera non diventava subito di dominio pubblico: iniziava un secondo periodo, della stessa durata del primo, durante il quale l'editore avrebbe corrisposto agli eredi dell'autore il 5% sulle vendite («dominio pubblico pagante», artt. 8 e 9). 
La tutela del diritto dell'autore sulla propria opera diventava efficace solamente dietro l'espletamento di una serie di formalità: il deposito in Prefettura di tre copie e la dichiarazione esplicita della riserva dei diritti.

## Il Novecento
Il XX secolo si apre con una nuova fase di crescita per l'intero settore, ad un andamento comunque inferiore rispetto ai ritmi di crescita degli altri maggiori paesi europei. I problemi rimanevano circa gli stessi: una dimensione del mercato ancora ridotta; poche aziende di dimensioni nazionali; un numero limitato di iniziative e di novità editoriali; alti costi di gestione e soffocante pressione fiscale; povertà delle masse che non potevano permettersi acquisti di seconda necessità.

I risultati più incoraggianti arrivarono grazie all'istruzione sempre più diffusa (ma ancora lacunosa) che, di fatto, allargò il bacino dei potenziali lettori e anche grazie alla diffusione sempre più capillare dei periodici.

## L'editoria nel XXI secolo
All'inizio del XXI secolo i principali gruppi editoriali italiani sono: RCS, GeMS, Giunti, Mondadori, Mediaset, Repubblica-L’Espresso, Sole 24ore e Rai.
Nel 2008 è iniziato un periodo di crisi economica che causa una contrazione degli introiti pubblicitari; di conseguenza tutti i gruppi avviano piani di ristrutturazione e ridimensionamento.
Non si è arrestato invece il processo di informatizzazione della società italiana: lo dimostra il rapido e costante incremento della vendita di eBook.
Nel 2016 la crisi del settore non è ancora stata superata: nel periodo 2007-2015 il fatturato dei quotidiani italiani si è dimezzato.
La vendita di libri ha ricominciato a crescere nel 2020, con un maggior ruolo delle librerie e del consapevole mantenimento di prezzi bassi. Aumentano anche i libri venduti da autrici italiane, soprattutto rosa. Si nota anche, però, il differente approccio alla lettura: se l'analisi AIE del 2023 fa notare che il 71% degli intervistati legge un libro, su qualsiasi genere e formato, quella ISTAT denota che chi completa una lettura per piacere, audiolibri esclusi, è solo il 39%.

## La legislazione attuale sull'editoria italiana
Nel 1948, due anni dopo la fine della monarchia, fu approvata la prima legge sulla stampa della Repubblica italiana. Il provvedimento (legge 8 febbraio 1948 n. 47) constava di 25 articoli. Stabiliva, tra l'altro, quali indicazioni obbligatorie devono apparire sugli stampati; definiva le prerogative del direttore responsabile e del proprietario (editore), fissava le regole per la registrazione delle pubblicazioni periodiche e conteneva norme afferenti al reato di diffamazione a mezzo stampa (responsabilità civile, riparazione pecuniaria). 
Nel 2001 viene approvata la seconda legge sull'editoria italiana (legge n. 62/2001, “Nuove norme sull'editoria e sui prodotti editoriali”). Viene enunciata una nuova definizione di prodotto editoriale che ricomprende anche le testate giornalistiche online. La legge, infatti, stabilisce infatti che (art. 1): «Per "prodotto editoriale" si intende il prodotto realizzato su supporto cartaceo, ivi compreso il libro, o su supporto informatico, destinato alla pubblicazione o, comunque, alla diffusione di informazioni presso il pubblico con ogni mezzo, anche elettronico, o attraverso la radiodiffusione sonora o televisiva, con esclusione dei prodotti discografici o cinematografici». Dal combinato disposto della legge e della delibera dell'Autorità per le garanzie nelle comunicazioni che ha reso applicabile e operativa la legge si evince che esistono solo due tipi di prodotto editoriale: a) con periodicità regolare; b) senza periodicità regolare.
Il 26 ottobre 2016 il Parlamento ha approvato una nuova disciplina delle sovvenzioni pubbliche all'editoria. È la terza legge sull'editoria italiana. Il provvedimento (legge 26 ottobre 2016, n. 198) prevede il sostegno pubblico anche per i settori dell’emittenza radiofonica e televisiva locale. Infine, la legge inserisce i quotidiani online tra le testate giornalistiche.